# François de Bonne de Créquy

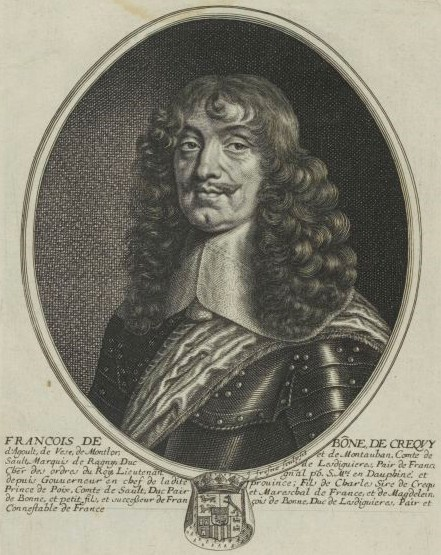
François de Bonne de Créquy, Musée de la Révolution française

François de Bonne de Créquy (* um 1599; † 1. Januar 1677 in Grenoble, 77 Jahre alt) war ein französischer Adliger und Militär. Geboren wurde er als François de Blanchefort de Créquy, die Änderung von Namen und Wappen erfolgte im Zusammenhang mit seiner Hochzeit mit Catherine de Bonne (1619). Es ist zu unterscheiden vom Marschall François de Créquy (1629–1687), seinem Neffen.

## Leben
François de Blanchefort de Créquy ist der Sohn von Charles I. de Créquy, Prince de Poix, 2. Duc de Lesdiguières, Pair de France und Marschall von Frankreich, und Madeleine de Bonne, der Tochter von François de Bonne, duc de Lesdiguières, Pair de France, des letzten Connétable von Frankreich, aus dessen Ehe mit Claudine Bérenger. Er war Comte de Canaples, dann Comte de Sault, Seigneur d’Agoult, de Vesc, de Montlaur, et de Montauban, sowie ab 17. März 1638 3. Duc de Lesdiguières, Pair de France. 1638 bis 1643 war er zudem Premier Gentilhomme de la Chambre du Roi.
Am 31. Mai 1605 übernahm sein Vater, der bis dahin Oberst des Régiment de Créquy war, den Oberbefehl über das Régiment des Gardes françaises und überließ François, damals Comte de Canaples, das Infanterieregiment, das er am 24. April 1610 übernahm. Ab 1611 wurde François als Comte de Sault bezeichnet und das Regiment als Régiment de Sault. François de Blanchefort blieb Chef des Regiments, bis sein Sohn François-Emmanuel de Bonne de Créquy es am 10. November 1665 übernahm. In dieser Zeit nahm das Regiment am Mantuanischen Erbfolgekrieg und am Französisch-Spanischen Krieg teil
Am 14. Mai 1633 wurde François de Bonne de Créquy in den Orden vom Heiligen Geist aufgenommen. Beim Tod seines Vaters am 17. März 1638 wurde er Lieutenant-général, am 3. Juli 1642 Gouverneur der Dauphiné. Er übte dieses Amt 34 Jahre lang aus.

## Bautätigkeit
Er setzte die Erweiterung der Befestigungsanlagen von Grenoble fort und gab dem Teil seinen Namen, dessen Errichtung 1639 aufgenommen wurde, jedoch 1640 aus Geldmangel eingestellt werden musste. Die Arbeiten an der Enceinte Créqui wurden von 1670 bis 1675 weitergeführt und mit dem Bau der Porte Créqui abgeschlossen.
Nach den beiden schweren Isère-Fluten vom 14. und 30. November 1651 ließ er die beschädigten Brücken, die heutige Passerelle Saint-Laurent und den heutigen Pont Marius-Gontaud, der 1621 von seinem Großvater als Steinbrücke begonnen und 1671 fertiggestellt wurde, wieder aufbauen. 1675 begann er die Kanalisation der Drac innerhalb Grenobles, die 1686 vollendet wurde (heute Canal Jourdan genannt).

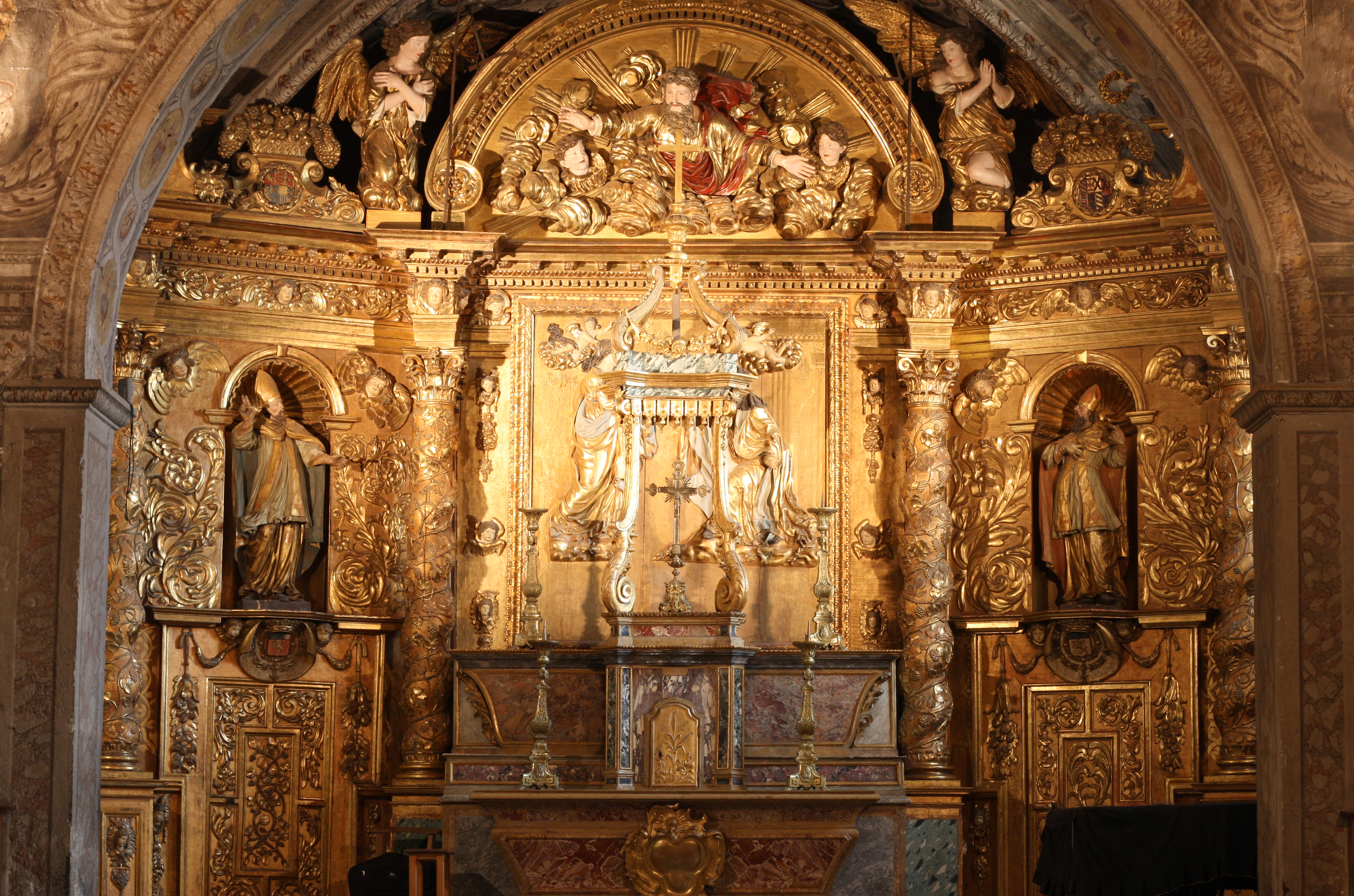
Retabel in der Kapelle des Klosters Sainte-Marie-d’en-Haut (Monument historique)

Er und seine Ehefrau stifteten das Retabel in der Kapelle des Klosters Sainte-Marie d’en-Haut in Grenoble, das 1662 von Nicolas Chapuis geschnitzt wurde. Auf François de Bonne de Créquy geht auch die große Treppe im in der Cour d’Honneur des Schlosses Vizille zurück, die 1653 der Architekt und Mathematiker Girard Desargues baute.

## Ehe und Familie
François de Bonne de Créquy heiratete per Ehevertrag am 10. Februar 1619 mit päpstlichem Dispens Catherine de Bonne (* um 1605), die dritte Tochter des Connétable de Lesdiguières aus dessen Ehe mit Marie Vignon, die Halbschwester seiner Mutter und somit seine Tante; die Ehe blieb kinderlos, sie starb 1621. Am 3. Dezember 1632 heiratete er in Charlus bei Nevers in zweiter Ehe Anne de La Madelaine (* um 1610, † 2. Juli 1656 in Paris), Marquise de Ragny, einzige Tochter von Léonor de La Madelaine und Hippolyte de Gondi. Ihre Kinder sind:
- François Emmanuel de Bonne de Créquy (* Dezember 1645[6]; † 3. Mai 1685 in Saint-Germain-en-Laye), 4. Duc de Lesdiguières, Pair de France, Comte de Sault, Gouverneur der Dauphiné (13. November 1661 en survivance, 1677 im Amt); ⚭ 12. Mai 1675 Paule Marguerite Françoise de Gondi (* 12. März 1655; † 21. Januar 1716), 1676 4. Marquise de La Garnache und Duchesse de Retz, Comtesse de Joigny, Baronne de Mortagne, einzige Tochter von Pierre de Gondi, Duc de Retz, Pair de France, Comte de Joigny, und Catherine de Gondi, Duchesse de Retz
- Charles-Nicolas de Créquy († 28. November 1674 auf einem Feldzug in Deutschland), Marquis de Ragny, Kavallerieoberst, 1670 Lieutenant-général du Dauphiné